# Rebel Wilson
Rebel Wilson (nascuda Melanie Elizabeth Bownds a Sydney, Nova Gal·les del Sud, Austràlia, 2 de març de 1980) és una actriu, còmica, cantant, escriptora, productora i directora australiana. L'any 2021 va aparèixer a la llista de la BBC de les 100 dones més inspiradores i influents d'aquell any.

## Biografia i carrera professional
Després de graduar-se a l'Australian Theatre for Young People, el 2003 Wilson es va traslladar a Nova York i va començar a aparèixer com Toula a la sèrie de comèdia de la SBS Pizza (2003–2007, 2019) i més tard va aparèixer a la sèrie còmica The Wedge (2006–2007). Va escriure, produir i protagonitzar la sèrie de comèdia musical Bogan Pride (2008). Poc després d'haver-se traslladat als Estats Units, Wilson va aparèixer a les pel·lícules de comèdia Bridesmaids i A Few Best Men, ambdues el 2011.

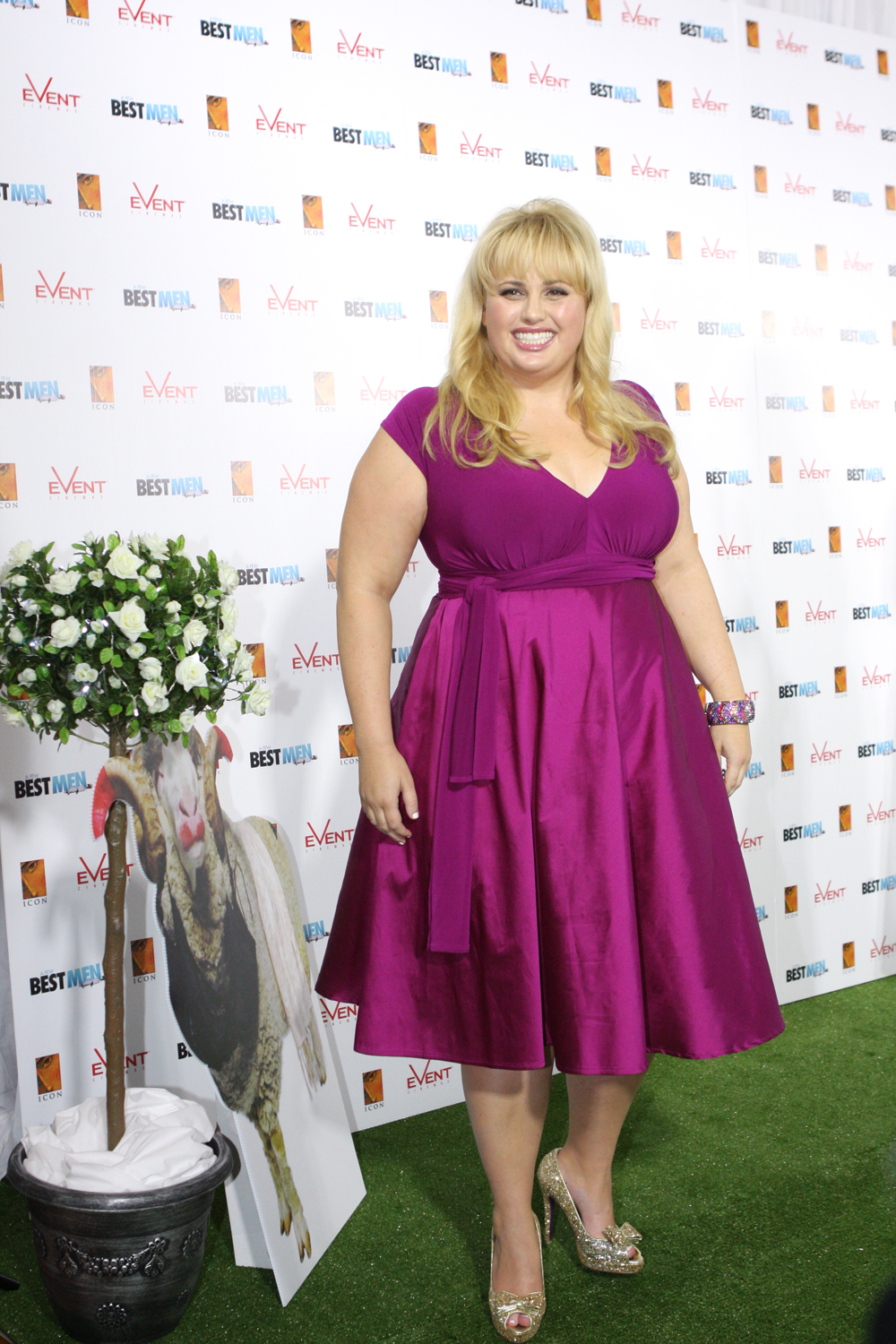
Rebel Wilson

El 2012, Wilson va aparèixer a les pel·lícules de comèdia What to Expect When You're Expecting, Strick by Lightning i Bachelorette, cosa que va fer que la revista Variety la nomenés com un dels seus "Top Ten Comics to Watch for 2013". Va interpretar el paper de Fat Amy a la sèrie de pel·lícules de comèdia musical Pitch Perfect (2012-2017), que li va valer diverses nominacions i premis, com ara el Premis MTV a la millor interpretació revelació i un Premi Teen Choice a la millor actriu de pel·lícula. El 2016, va aparèixer a les pel·lícules How to Be Single i Grimsby.
Wilson va escriure i protagonitzar Super Fun Night (2013), una sèrie de televisió que es va emetre durant una temporada al canal ABC. El 2019, va protagonitzar el seu primer paper principal com Natalie a Isn't It Romantic, i va aparèixer com a Penny Rust a The Hustle i Jennyanydots a Cats. Per interpretar a Fraulein Rahm a la pel·lícula dramàtica Jojo Rabbit (2019), Wilson va ser nominada al premi del Sindicat d'Actors de Cinema a la millor interpretació d'un repartiment en una pel·lícula.
En teatre musical, l'any 2016 va interpretar Ursula a The Little Mermaid i Adelaide a Guys and Dolls, i el 2018 va actuar a Beauty and the Beast en el paper de LeFou.

## Vida personal
L'any 2013, Wilson va crear una col·lecció de samarretes de talla gran que portava el nom del seu personatge de The Wedge "Fat Mandi", que mostrava imatges de dònuts i cupcakes. El 2017, Wilson va llançar una gamma de roba de talles grans anomenada Rebel Wilson x Angels després d'una col·laboració amb Torrid.
Wilson i el seu coprotagonista de Bridesmaids, l'actor britànic Matt Lucas, van viure junts a West Hollywood des de setembre de 2012 fins a 2015.
El juliol de 2015, Wilson va declarar el seu suport a lleis estatunidenques més estrictes sobre armes després del tiroteig de Lafayette (Louisiana) de 2015, afirmant: "No m'agrada fer política, però els Estats Units realment han de seguir l'exemple d'Austràlia en les lleis sobre armes. No recordo un tiroteig massiu a Austràlia des que van revisar les lleis sobre armes. Sembla que cada setmana als Estats Units hi ha un tiroteig. Només vull que la gent estigui segura, especialment la gent que està fent una de les meves coses preferides del món: anar al cinema per divertir-se."
Quan s'acostava el seu 40è aniversari, Wilson va prendre la decisió de congelar els seus òvuls, cosa que va estimular el seu esforç per fer canvis de vida saludables. Wilson té síndrome de l'ovari poliquístic i pateix una alimentació emocional a causa de les pressions de la fama. Wilson va sortir de l'armari públicament el juny de 2022, revelant la seva relació amb Ramona Agruma en una publicació a Instagram. Va decidir fer-ho després que The Sydney Morning Herald li preguntés sobre la relació.

### Pes
Una ferotge defensora de la positivitat corporal, Wilson ha estat un model a seguir per a les dones de mida més gran. "Hi ha molta pressió sobre les dones, especialment les més joves, perquè s'ajustin a la imatge corporal prima", va dir a Associated Press. "No tothom pot ser així i ningú hauria d'avergonyir-se de com es veu o patir bullying i altres formes d'abús a causa de la seva mida i forma."
Al llarg de la seva carrera, Wilson ha estat coneguda per la seva figura de mida més gran i sovint hi jugava en el seu treball d'actuació amb personatges com "Fat Amy". En una entrevista de 2013 a la revista Hunger, Wilson va declarar: "Mentre tingui aquesta aparença, faré acudits de grassos. Tots els còmics han d'utilitzar el seu físic, així que faig servir la meva mida". Wilson va dir que la seva agència la va contractar gairebé al moment perquè no tenien ningú de la seva mida als seus catàlegs.
Wilson se sentia afortunada de tenir el seu tipus de cos i va declarar que la gent de la indústria li diria de no perdre pes. "Per a mi, crec que es tracta d'estar còmoda en la teva pròpia pell. Mai vull estar massa poc saludable, perquè això és dolent. Només vols estar còmoda amb qui ets en qualsevol mida", va afirmar.
El juliol de 2011, Wilson es va convertir en una portaveu de l'empresa de nutrició i pèrdua de pes Jenny Craig a Austràlia. Al gener de 2012, Wilson va dir a The Daily Telegraph que havia perdut 10 quilos des que es va inscriure al programa. Al febrer de 2013, va confirmar que havia acabat el seu acord amb Jenny Craig l'any anterior.
Wilson va afirmar que els productors de Pitch Perfect s'havien negat a deixar-la perdre més pes durant el rodatge, ja que el seu contracte deia que havia de mantenir la mateixa mida. Va dir que un cop acabessin els seus compromisos cinematogràfics, tornaria a començar la seva dieta per assolir el seu pes objectiu de 80 quilos.
En el seu "any de salut" del 2020, Wilson es va comprometre a perdre 60 lliures (27 kg) i ho va fer el novembre del 2020. Wilson va declarar que sempre ha tingut confiança en com es veia, però que ara se sent "súper segura".

## Filmografia
| Any  | Títol                                                               | Personatge         | Notes                             |
| ---- | ------------------------------------------------------------------- | ------------------ | --------------------------------- |
| 2003 | Fat Pizza                                                           | Toula              |                                   |
| 2007 | Ghost Rider                                                         | Noia en un carreró |                                   |
| 2009 | Bargain!                                                            | Linda              | curtmetratge                      |
| 2011 | Bridesmaids                                                         | Brynn              |                                   |
| 2011 | A Few Best Men                                                      | Daphne Ramme       |                                   |
| 2012 | Bachelorette                                                        | Becky Archer       |                                   |
| 2012 | Small Apartments                                                    | Rocky              |                                   |
| 2012 | Struck by Lightning                                                 | Malerie Baggs      |                                   |
| 2012 | What to Expect When You're Expecting                                | Janice             |                                   |
| 2012 | Ice Age 4: La formació dels continents (Ice Age: Continental Drift) | Raz                | Veu                               |
| 2012 | Pitch Perfect                                                       | Fat Amy            |                                   |
| 2013 | Pain & Gain                                                         | Robin Peck         |                                   |
| 2014 | Night at the Museum: Secret of the Tomb                             | Tilly              |                                   |
| 2015 | Pitch Perfect 2                                                     | Fat Amy            |                                   |
| 2015 | Panda Paws                                                          | Mei Mei            | Veu, sobredoblada per Kate Hudson |
| 2016 | Kung Fu Panda 3                                                     | Mei Mei            | Veu, sobredoblada per Kate Hudson |
| 2016 | How to Be Single                                                    | Robin              |                                   |
| 2016 | Grimsby                                                             | Dawn Grobham       |                                   |
| 2016 | Absolutely Fabulous: The Movie                                      | Flight Attendant   | Cameo                             |
| 2017 | Pitch Perfect 3                                                     | Fat Amy            |                                   |
| 2019 | Isn't It Romantic                                                   | Natalie            | També productora                  |
| 2019 | The Hustle                                                          | Penny Rust         | També productora                  |
| 2019 | Jojo Rabbit                                                         | Fraulein Rahm      |                                   |
| 2019 | Cats                                                                | Jennyanydots       |                                   |
| 2022 | Senior Year                                                         | Stephanie Conway   | També productora                  |
| 2022 | The Almond and the Seahorse                                         | Sarah              |                                   |